# Gerry Rinaldi
Gerry Rinaldi (Kimberley, 25 giugno 1945 – Kelowna, 9 gennaio 2017) è stato uno sciatore alpino e dirigente sportivo canadese.

## Biografia
Sciatore polivalente, Gerry Rinaldi entrò nella nazionale canadese nel 1963 e debuttò in campo internazionale in occasione delle Vail Trophy Races di quell'anno (Vail, 9-10 febbraio), dove non completò lo slalom speciale; ai Campionati mondiali di Portillo 1966 (5-14 agosto), sua prima presenza iridata, non si qualificò per la finale dello slalom speciale, la sola gara nella quale prese il via.
Nel 1967 gareggiò nella prima stagione della Coppa del Mondo ed esordì il 15 gennaio a Wengen in slalom speciale (31º); l'anno dopo ai X Giochi olimpici invernali di Grenoble 1968 (9-17 febbraio), sua unica presenza olimpica, disputò solo la discesa libera, chiudendo al 31º posto. In Coppa del Mondo conquistò il miglior risultato il 18 gennaio 1969 a Kitzbühel in discesa libera (10º) e prese per l'ultima volta il via il 1º febbraio 1970 a Garmisch-Partenkirchen nella medesima specialità (26º); ai Mondiali di Val Gardena 1970 (7-14 febbraio), suo congedo agonistico, si piazzò 15º nella discesa libera, la sola gara nella quale prese il via.
Dopo il ritiro entrò nei quadri della Federazione internazionale sci dove ricoprì vari incarichi, tra i quali quello di delegato tecnico dal 1989 al 2014.

## Palmarès

### Coppa del Mondo
- Miglior piazzamento in classifica generale: 53º nel 1969

### Campionati canadesi
- 2 ori (slalom speciale nel 1964; discesa libera nel 1965)[8]